# Jane Curtin
Jane Therese Curtin (Cambridge, 6 september 1947) is een Amerikaans comédienne en actrice. Voor de rol van titelpersonage Allison Lowel in de komedieserie Kate & Allie won ze zowel in 1984 als 1985 een Emmy Award. In 1997 vulde ze haar prijzenkast verder op met een Golden Satellite Award voor het vertolken van Mary Albright in 3rd Rock from the Sun.
Curtins carrière voor de camera begon in 1975, toen ze een van de originele castleden werd van Saturday Night Live, een televisieprogramma waarin acteurs typetjes en persiflages op bekende personen spelen. Ze bleef dit tot 1980 in meer dan honderd afleveringen doen. Dat laatste jaar maakte Curtin haar filmdebuut als Elaine in de komedie How to Beat the High Co$t of Living. Saturday Night Live leverde haar in 1978 voor het eerst een Emmy-nominatie op.
Haar filmrollen bleven beperkt tot met name televisiefilms, waarna ze in 1984 opnieuw in een televisieserie ging spelen. Zij en Susan Saint James hadden als Allison 'Allie' Lowell en Katherine 'Kate' McArdle hoofdrollen in de komedieserie Kate & Allie. Hierin bleef Curtin tot in 1989 opnieuw meer dan honderd afleveringen te zien. Het leverde haar in 1985 een nominatie voor een Golden Globe op en nominaties voor een Emmy in 1984, 1985 en 1987, waarvan ze de eerste twee verzilverde.
Curtin verbond zich in 1996 voor de derde maal langdurig aan een televisieserie toen ze in 3rd Rock from the Sun de rol kreeg van Dr. Mary Albright, de grote liefde van Dr. Dick Solomon (John Lithgow), lid van een viertal wereldvreemde buitenaardse wezens vermomd als een familie mensen. Ze was daarin tot en met 2001 te zien in 117 afleveringen. Alleen de acteurs die de vier leden van de familie Solomon vertolkten, verschenen vaker. Curtin werd ditmaal opgemerkt door de mensen die jaarlijks de Satellite Awards uitreiken. Zij overhandigden de actrice hun prijs in 1997 en nomineerden haar een jaar later hiervoor opnieuw.
Curtin trouwde in 1975 met Patrick Lynch. Samen kregen ze in 1983 dochter Tess.

## Filmografie
- Godmothered (2020)
- Ode to Joy (2019)
- Can You Ever Forgive Me? (2018)
- Thin Ice (2017, televisiefilm)
- Howard Lovecraft and the Frozen Kingdom (2016, stem)
- 48 Hours 'til Monday (2015, televisiefilm)
- The Heat (2013)
- I Don't Know How She Does It (2011)
- I Love You, Man (2009)
- The Librarian: Curse of the Judas Chalice (2008, televisiefilm)
- Nice Girls Don't Get the Corner Office (2007, televisiefilm)
- The Librarian: Return to King Solomon's Mines (2006, televisiefilm)
- The Shaggy Dog (2006)
- Brooklyn Lobster (2005)
- The Librarian: Quest for the Spear (2004, televisiefilm)
- Geraldine's Fortune (2004)
- Our Town (2003, televisiefilm)
- Catch a Falling Star (2000, televisiefilm)
- Antz (1998, stem)
- Tad (1995, televisiefilm)
- Coneheads (1993)
- Common Ground (1990, televisiefilm)
- Maybe Baby (1988, televisiefilm)
- Suspicion (1987, televisiefilm)
- O.C. and Stiggs (1985)
- Bedrooms (1984, televisiefilm)
- The Coneheads (1983, televisiefilm - stem)
- Divorce Wars: A Love Story (1982, televisiefilm)
- Candida (1982, televisiefilm)
- How to Beat the High Co$t of Living (1980)

## Televisieseries
*Exclusief eenmalige gastrollen
- The Librarians - Charlene (2014-2017, vier afleveringen)
- Unforgettable - Joanne Webster (2012-2014, 35 afleveringen)
- Gary Unmarried - Connie (2008-2009, twee afleveringen)
- Crumbs - Suzanne Crumb (2006, dertien afleveringen)
- 3rd Rock from the Sun - Dr. Mary Albright (1996-2001, 117 afleveringen)
- Kate & Allie - Allison 'Allie' Lowell (1984-1989, 122 afleveringen)
- Saturday Night Live - Verscheidene personages (1975-1980, 107 afleveringen)